# Bathycrinicola fernandinae
Bathycrinicola fernandinae is een slakkensoort uit de familie van de Eulimidae. De wetenschappelijke naam van de soort is voor het eerst geldig gepubliceerd in 1927 door Dall.